# ديفيد غامبل (مونتير)
ديفيد غامبل (بالإنجليزية: David Gamble)‏ هو مونتير بريطاني، ولد في 24 يونيو 1955.

## وصلات خارجية
- ديفيد غامبل على موقع IMDb (الإنجليزية)
- ديفيد غامبل على موقع ألو سيني (الفرنسية)
- ديفيد غامبل على موقع أول موفي (الإنجليزية)
- ديفيد غامبل على موقع قاعدة بيانات الأفلام السويدية (السويدية)
- ديفيد غامبل على موقع قاعدة بيانات الفيلم (الإنجليزية)
- ديفيد غامبل على موقع كينوبويسك (الروسية)